# 比斯特里克河 (奧里霍瓦特卡河支流)
比斯特里克河（烏克蘭語：Бистрик），是烏克蘭的河流，位於該國西部，屬於奧里霍瓦特卡河的支流，發源自布爾基夫齊，流經文尼察州，河道全長12公里，流域面積22.6平方公里。